# Dmitrij Kasparjan
Dmitrij Rafaelevitj Kasparjan (ryska: Дмитрий Рафаэлевич Каспарян), född den 8 juni 1939 i Leningrad, Sovjetunionen, är en rysk entomolog som är specialiserad på steklar.
Dmitrij Rafaelevitjs son Jurij Kasparjan är musiker, mest känd som gitarrist i rockbandet Kino.
Auktorsnamnet Kasparyan kan användas för Dmitrij Kasparjan i samband med ett vetenskapligt namn inom zoologin; se Wikipedia-artiklar som länkar till auktorsnamnet.